# Hansli Kopp
Hansli Kopp was een Zwitsers archeoloog.

## Biografie
In 1855 werd Hansli Kopp aangeworven door de Zwitserse archeoloog Friedrich Schwab uit Biel/Bienne. Kopp voerde in zijn opdracht archeologische zoektochten uit.
In november 1857 ontdekte Kopp belangrijke archeologische resten uit de prehistorie in La Tène, in de gemeente Marin-Epagnier in het kanton Neuchâtel, aan de noordkant van het Meer van Neuchâtel. Later zouden geschiedkundigen de La Tène-periode vernoemen naar deze vondst.